# Pachyrhizus panamensis
Pachyrhizus panamensis är en ärtväxtart som beskrevs av Robert Theodore Clausen. Pachyrhizus panamensis ingår i släktet Pachyrhizus och familjen ärtväxter. Inga underarter finns listade i Catalogue of Life.